# Cephalops visendus
Cephalops visendus är en tvåvingeart som först beskrevs av Hardy 1950.  Cephalops visendus ingår i släktet Cephalops och familjen ögonflugor. Inga underarter finns listade i Catalogue of Life.